# Herb Frydka-Mistka

Herb Frydka-Mistka – połączono w nim dawne herby śląskiego miasta Frydka i morawskiego Mistka. Ma postać czwórdzielnej tarczy – w polu pierwszym i czwartym na błękitnym tle znajduje się pół złotej orlicy górnośląskiej z czerwonymi pazurami i dziobem (symbolizuje Śląsk Cieszyński) i srebrna litera F; w polu drugim i trzecim na srebrnym tle dwie czarne skrzyżowane ostrewie, które otaczają trzy czerwone róże.
Herb został przyjęty 12 lutego 1992.